# 平唇鮡
平唇鮡（学名：Parachiloglanis hodgarti）或名霍氏平唇鮡，为鮡科平唇鮡属的鱼类。該物種為熱帶淡水魚類，分布於亞洲印度、孟拉加、尼泊爾淡水流域，而在中国，分布于雅鲁藏布江水系等地。該物種體長可達6.5公分，棲息在急流底層水域，生活習性不明。该物种的模式产地在尼泊尔和阿波山区。